# Nintendo Entertainment Planning & Development
A Nintendo Entertainment Planning & Development Division (任天堂企画制作本部, Nintendō Kikaku Seisaku Honbu), abreviada como Nintendo EPD, é a maior divisão dentro da empresa japonesa de jogos eletrônicos Nintendo, ficando responsável pelo desenvolvimento de jogos e outros softwares para as diferentes plataformas Nintendo. Ela foi criada em setembro de 2015 após a fusão das divisões Nintendo Entertainment Analysis & Development e Nintendo Software Planning & Development.

## História
A Nintendo Entertainment Planning & Development Division (EPD) foi criada oficialmente no dia 16 de setembro de 2015 como parte de uma grande reestruturação interna geral da Nintendo que ocorreu após a nomeação de Tatsumi Kimishima como novo presidente da empresa. A divisão foi estabelecida após a consolidação de suas duas maiores divisões, a Nintendo Entertainment Analysis & Development (EAD) e Nintendo Software Planning & Development (SPD).
A EPD assumiu os funções de suas predecessoras, focando-se no desenvolvimento de jogos eletrônicos e softwares para as diversas plataformas Nintendo e dispositivos móveis. Além disso, ela também é responsável pelo gerenciamento das várias propriedades intelectuais da companhia. Shinya Takahashi, ex-gerente geral da SPD, assumiu as mesmas funções na EPD. Katsuya Eguchi e Yoshiaki Koizumi foram nomeados para os cargos de vice-gerentes gerais quando a divisão foi formada em 2015, enquanto Eiji Aonuma e Hisashi Nogami foram promovidos para os mesmos cargos em junho de 2019.

## Jogos
| Ano  | Título                                     | Gênero                      | Plataforma(s)                |
| ---- | ------------------------------------------ | --------------------------- | ---------------------------- |
| 2015 | The Legend of Zelda: Tri Force Heroes      | Ação-aventura               | Nintendo 3DS                 |
| 2015 | Animal Crossing: Amiibo Festival           | Party                       | Wii U                        |
| 2016 | The Legend of Zelda: Twilight Princess HD  | Ação-aventura               | Wii U                        |
| 2016 | Miitomo                                    | Rede social virtual         | Android, iOS                 |
| 2016 | Star Fox Zero                              | Shoot 'em up                | Wii U                        |
| 2016 | Star Fox Guard                             | Defesa de torre             | Wii U                        |
| 2016 | Animal Crossing: New Leaf – Welcome Amiibo | Simulação social            | Nintendo 3DS                 |
| 2016 | Miitopia                                   | RPG eletrônico              | Nintendo 3DS                 |
| 2016 | Super Mario Run                            | Plataforma                  | Android, iOS                 |
| 2016 | Tank Troopers                              | Ação                        | Nintendo 3DS                 |
| 2017 | 1-2-Switch                                 | Party                       | Nintendo Switch              |
| 2017 | The Legend of Zelda: Breath of the Wild    | Ação-aventura               | Wii U, Nintendo Switch       |
| 2017 | Mario Kart 8 Deluxe                        | Corrida                     | Nintendo Switch              |
| 2017 | Arms                                       | Luta                        | Nintendo Switch              |
| 2017 | Splatoon 2                                 | Tiro em terceira pessoa     | Nintendo Switch              |
| 2017 | Super Mario Odyssey                        | Plataforma                  | Nintendo Switch              |
| 2017 | Animal Crossing: Pocket Camp               | Simulação social            | Android, iOS                 |
| 2018 | Nintendo Labo                              | Construção                  | Nintendo Switch              |
| 2018 | Sushi Striker: The Way of Sushido          | Quebra-cabeça               | Nintendo 3DS Nintendo Switch |
| 2018 | WarioWare Gold                             | Ação                        | Nintendo 3DS                 |
| 2019 | New Super Mario Bros. U Deluxe             | Plataforma                  | Nintendo Switch              |
| 2019 | Super Mario Maker 2                        | Editor de mapas, Plataforma | Nintendo Switch              |
| 2019 | Dr. Mario World                            | Quebra-cabeça               | Android, iOS                 |
| 2019 | Mario Kart Tour                            | Corrida                     | Android, iOS                 |
| 2019 | Ring Fit Adventure                         | Exercício                   | Nintendo Switch              |
| 2019 | Brain Age: Nintendo Switch Training        | Quebra-cabeça               | Nintendo Switch              |
| 2020 | Animal Crossing: New Horizons              | Simulação social            | Nintendo Switch              |
| 2020 | Jump Rope Challenge                        | Exercício                   | Nintendo Switch              |
| 2020 | Super Mario 3D All-Stars                   | Plataforma                  | Nintendo Switch              |
| 2020 | Pikmin 3 Deluxe                            | Estratégia em tempo real    | Nintendo Switch              |
| 2023 | The Legend of Zelda: Tears of the Kingdom  | Ação-aventura               | Nintendo Switch              |
| 2023 | Pikmin 4                                   | Estratégia em tempo real    | Nintendo Switch              |
| 2023 | Super Mario Bros. Wonder                   | Plataforma                  | Nintendo Switch              |
| 2025 | Donkey Kong Bananza                        | Plataforma                  | Nintendo Switch 2            |